# Copa Mundial de Fútbol de ConIFA de 2024
La Copa Mundial de Fútbol de ConIFA de 2024 sería la cuarta edición de la Copa Mundial de Fútbol de ConIFA,  un torneo internacional de fútbol para estados, minorías, apátridas y regiones no afiliadas a la FIFA. El 9 de mayo de 2023, se anunció que la región del Kurdistán sería la anfitriona del torneo, pero fue eliminada en septiembre de 2024 luego de su suspensión por parte de ConIFA.
El 30 de abril de 2024, ConIFA anunció que el torneo se pospondría hasta el verano de 2025 luego de que las preocupaciones de seguridad significaran que una gran cantidad de equipos no viajarían a la región.
El 9 de septiembre de 2024, se anunció que Kurdistán ya no sería sede del torneo y había sido suspendido por ConIFA; no se anunció un nuevo anfitrión para el evento de 2025, pero una declaración no oficial del presidente de ConIFA compartida a través de las redes sociales sugirió que el estado brasileño de São Paulo se convertiría en el nuevo anfitrión.
El 18 de diciembre de 2024, la CONIFA anunció que el torneo reprogramado para 2025 se cancelaría, luego de que el posible anfitrión, São Paulo, no demostrara capacidad organizativa o financiera. La ConIFA anunció que la próxima Copa Mundial de Fútbol ahora se programaría para 2026 o 2027.

## Selección del anfitrión
En abril de 2023, tras una visita a la región un mes antes, anunció que la región del Kurdistán albergaría la Copa Mundial de Fútbol ConIFA 2024, la primera desde la Copa Mundial de Fútbol de ConIFA de 2018 debido a la pandemia de COVID-19 que provocó la cancelación de la Copa Mundial de Fútbol de ConIFA de 2020 que se celebraría en Skopje, Macedonia del Norte.
Tras la suspensión de la Asociación de Fútbol del Kurdistán por parte de ConIFA, la primera perdió sus derechos de organización. Por lo tanto, la Copa Mundial de 2024 fue cancelada.

## Calificación
ConIFA asigna el número de plazas para cada continente de acuerdo con el porcentaje de miembros de ConIFA que provienen de ese continente, teniendo cada continente garantizado al menos una plaza en el torneo. Además, se reserva una plaza para el equipo anfitrión, otra para el actual campeón (Rutenia Subcarpática) y un comodín. Hawái compartió, a través de las redes sociales, que si bien se les había dado una plaza automática para el torneo, como único miembro de Oceanía, rechazaron la invitación y transfirieron su boleto a Asia, aunque ConIFA no había hecho ninguna confirmación formal.
| Continente   | Miembros activos | Porcentaje | Plazas |
| ------------ | ---------------- | ---------- | ------ |
| África       | 3                | 10%        | 1      |
| Asia         | 5                | 17%        | 2      |
| Europa       | 15               | 50%        | 6      |
| Norteamérica | 2                | 7%         | 1      |
| Oceanía      | 1                | 3%         | 1      |
| Sudamérica   | 3                | 13%        | 2      |

## Equipos participantes
En cursiva los equipos debutantes.
| Equipos participantes | Equipos participantes | Equipos participantes | Equipos participantes |
| --------------------- | --------------------- | --------------------- | --------------------- |
| Kurdistán             | Rutenia Subcarpática  | Recia                 | País Sículo           |
| Cornualles            | Tamil Eelam           | Tíbet                 | SNBM                  |
| Cabilia               | Abjasia               | Panjab                | Cachemira             |
| Cantón del Tesino     | Osetia del Sur        | São Paulo             | Maule Sur             |